# Martin James Bingham
Martin James Bingham var en amerikansk adventistpastor, grundare av Davidian Seventh Day Adventist Association och redaktör för tidskriften The Timely Truth Educator.
Binger var sekreterare och nära medarbetare till Victor Houteff och ordinerad pastor inom Houteffs kyrka, General Association of Davidian Seventh-day Adventists (GADSA), som han fick vara med om att organisera. 
Efter Houteffs död 1955 uppstod teologiska och ledarskapsmässiga motsättningar inom GADSA.
Houteffs änka, Florence Houteff utnämnde ett äldsteråd, tog över ledningen av kyrkan och började publicera en rad apokalyptiska uträkningar rörande den yttersta tiden. Hon påstod att de 24 månader som omnämns i Uppenbarelseboken 11:2, skulle ta sin början 1956 och sluta 1959. 
Därefter skulle ett davidiskt kungadöme återupprättas i Jerusalem, adventistkyrkan skulle renas från sitt avfall, de bibliska profetiorna om den sista skörden skulle uppfyllas och den stora skaran, nämnd i Uppb. 9 skulle samlas in. 
1958 publicerade Bingham en artikel i sin egen tidskrift, The Timely Truth Educator, med rubriken "The Last Mile Home", i vilken han tog avstånd från Florence Houteffs läror.
Bingham fortsatte att framföra kritik mot mrs Houteff och hennes ledaranspråk (vilka han hävdade stod i strid med kyrkans stadgar och arbetsordning) i otaliga gudstjänster, skrifter och brev, ända tills Houteff och hennes anhängare 1959, i stor besvikelse tvingades konstatera att hennes förutsägelser slagit fel.
1962 beslutade Florence Houteff och hennes kvarvarande anhängare i kyrkoledningen att upplösa GADSDA och fördela tillgångarna mellan själva. 
Pastor Bingham vägrade dock att åse hur den davidianska rörelsen dog ut. Han samlade samma år anhängare från Västindien, Australien, Kanada, USA och Indonesien, till ett möte i Los Angeles där the Davidian Seventh-day Adventist Association (DSAA) bildades.
1965 hoppade flera ledande personer inom DSAA av och bildade sina egna utbrytarkyrkor.
Bingham ägnade de återstående tjugo åren av sitt liv åt att samla återstoden av DSAA och åt att resa runt i världen och sprida Victor Houteffs läror, som de formulerats i boken "Herdestaven".
1970 flyttade Bingham DSAA:s högkvarter från Kalifornien till Bashan Hill, utanför Exeter, Missouri.
Efter Binghams död övertogs ledningen av kyrkan av hans änka Jemmy E Bingham.